# Sannina uroceriformis
Sannina uroceriformis is een vlinder uit de familie wespvlinders (Sesiidae), onderfamilie Sesiinae.
Sannina uroceriformis is voor het eerst wetenschappelijk beschreven door Walker in 1856. De soort komt voor in het Nearctisch gebied.